# El lobo y la pastora
El lobo y la pastora es un juego que se desarrolla de la siguiente manera.
Salvo uno de los jugadores, que es el que hace el lobo, los demás se ponen en fila. Un participante llamado la pastora se coloca al frente y los demás de la compañía son las ovejas, que están unas tras de otras. Cuando el rebaño está así, el lobo se adelanta hacia la pastora y le dice: yo soy el lobo, obo, obo, que las comerá y ella le responde: yo soy la pastora, ora, ora, que lo impedirá. El lobo procura apoderarse de las ovejas que están colocadas a lo último de la fila pero la pastora se le interpone y todos los jugadores que forman una larga hilera agarrándose por la cintura siguen la impulsión de la pastora. El lobo se aprovecha de la ocasión, finge querer dirigirse a la izquierda y la pastora, cerrándole el camino, lleva consigo las ovejas a la derecha. Entonces corre el lobo a su presa y se apodera de ella a no ser que las últimas ovejas, advirtiendo el peligro, no corran en dirección opuesta y den tiempo a las que las defienden de oponerse al lobo. Cuando éste ha cogido una oveja exige una prenda.
Sucede que cuando el lobo va a coger a la oveja se le escapa porque para guardarse de él no tiene sino colocarse delante de la pastora la cual le cede entonces su penoso empleo. En este caso pierde el lobo su oficio, paga una prenda y ocupa el sitio de la última oveja que a su vez se hace también lobo. Siendo la última oveja de la fila la más expuesta siempre procura correr al encuentro de la pastora por lo que el empleo de esta no suele ser muy duradero. Este juego es muy animado por los movimientos rápidos, vueltas precipitadas y mudanzas sucesivas de la pastora, el rebaño y el lobo.